# Jean Richard
Jean Richard (Bessines, 18 april 1921 - Parijs, 12 december 2001) was een Frans acteur. Hij speelde de rol van commissaris Maigret in de televisieserie Les enquêtes du commissaire Maigret.
Verder was hij ook bekend als circusdirecteur van het gelijknamige circus Jean Richard en als oprichter van het attractiepark La Mer de Sable. Vanwege zijn circusverleden is hij als karikatuur van roofdierendompteur opgenomen in het stripverhaal De lauwerkrans van Caesar van Asterix.

## Filmografie
- Six heures à perdre (1947)
- Mission à Tanger (1949)
- Adémaï au poteau-frontière (1950)
- Le roi Pandore (1950)
- Le passage de Vénus (1951)
- Bertrand coeur de lion (1951)
- Le roi du bla bla bla (1951)
- Le pompon rouge (1951)
- Drôle de noce (1952)
- La demoiselle et son revenant (1952)
- Les Sept Péchés capitaux (1952)
- Le costaud des Batignolles (1952)
- Cinema d'altri tempi (1953)
- Le Portrait de son père (1953)
- Innocents in Paris (1953)
- Belle mentalité (1953)
- Deux de l'escadrille (1953)
- Les deux font la paire (1954)
- L'allegro squadrone (1954)
- Scènes de ménage (1954)
- Escalier de service (1954)
- Si Versailles m'était conté... (1954)
- Casta diva (1954)
- La Madelon (1955)
- Chéri-Bibi (1955)
- Courte tête (1956)
- Elena et les hommes (1956)
- La peau de l'ours (1957)
- Nous autres à Champignol (1957)
- Les truands (1957)
- La vie à deux (1958)
- En bordée (1958)
- Die Gans von Sedan (1959)
- Mon pote le gitan (1959)
- Arrêtez le massacre (1959)
- Vous n'avez rien à déclarer? (1959)
- Messieurs les ronds de cuir (1959)
- Le gendarme de Champignol (1959)
- Cigarettes, whisky et petites pépées (1959), niet op aftiteling
- Les tortillards (1960)
- Candide ou l'optimisme au XXe siècle (1960)
- Tête folle (1960)
- Certains l'aiment... froide (1960)
- La famille Fenouillard (1960)
- Diesmal muß es Kaviar sein (1961)
- Es muß nicht immer Kaviar sein (1961)
- La belle Américaine (1961)
- Ma femme est une panthère (1961)
- Les fortiches (1961)
- Nous irons à Deauville (1962)
- Un clair de lune à Maubeuge (1962)
- Tartarin de Tarascon (1962)
- Noix de coco (1962)
- La Guerre des boutons (1962)
- Vincent Scotto (1962)
- Dragées au poivre (1963)
- Bébert et l'omnibus (1963)
- Le coup de bambou (1963)
- Du mouron pour les petits oiseaux (1963)
- Comment épouser un premier ministre (1964)
- Allez France! (1964)
- Jaloux comme un tigre (1964)
- Clémentine chérie (1964)
- La corde au cou (1964)
- Le dernier tiercé (1964)
- Les fêtes galantes (1965)
- Les bons vivants (1965)
- L'or du duc (1965)
- La tête du client (1965)
- Le lit à deux places (1965)
- Umorismo in nero (1965)
- La bonne occase (1965)
- 29 degrés à l'ombre (1965)
- Orion le tueur (1966)
- Le caïd de Champignol (1966)
- Bang-Bang (1967)
- Le plus vieux métier du monde (1967)
- Béru et ces dames (1968)
- Sale temps pour les mouches (1968)
- L'auvergnat et l'autobus (1969)
- Du blé en liasses (1969)
- La maison de campagne (1969)
- Le Viager (1972)
- Signé Furax (1981)

## Televisieseries
- Le sérum de bonté (1960)
- Le théâtre de la jeunesse (1962)
- Médard et Barnabé (1965)
- Les enquêtes du commissaire Maigret (1967-1990), 88 afleveringen
- Les créatures du bon Dieu (1967)
- Au théâtre ce soir (1972 en 1973), 3 afleveringen
- Appointment with Destiny (1973)